# Patricia Roncal Zuñiga
Patricia Roncal Zúñiga (Lima, 12 de julio de 1961 - Alemania, 29 de marzo de 2012), más conocida como María T-ta, fue una cantautora de rock subterráneo peruano en la década de 1980. Fue vocalista y letrista de "María T-ta y Empujón Brutal" y fundadora de la banda "La Concha Acústica".

## Biografía
María T-ta estudió en la Escuela Nacional Superior de Bellas Artes en Lima. Publicó el fanzine Punto de Placer, cuyo primer número salió en septiembre de 1986.
Su misteriosa partida del Perú en 1991 contribuyó a la construcción de un mito sobre su persona ya que no mantuvo contacto con sus amigos subterráneos y no se supo más de ella hasta el 2014 cuando se hizo pública la información acerca de su fallecimiento a causa de un cáncer de páncreas.

## Carrera y estilo artístico
Su estilo, aunque guardando grandes distancias, fue comparado con el de la punk alemana Nina Hagen. María T-ta fue una de las pocas mujeres que asumió una posición de liderazgo dentro de una escena del rock peruano dominada mayoritariamente por varones. Para ella el rock fue un vehículo de expresión, una herramienta para romper esquemas. Como músico fue la primera en introducir una crítica a los roles de género en la sociedad limeña, en particular al machismo y la violencia doméstica. Por esa razón investigadores como Fabiola Bazo, Sebastián Corzo y Shane Greene consideran que fue la figura femenina más destacada del rock subterráneo en el Perú.
María T-ta no se consideraba feminista, durante una entrevista para el documental Grito subterráneo dirigido por Julio Montero en 1987, ella indicó que había que combatir el machismo “sin llegar a militar en el feminismo”.
María T-ta se convirtió en “el blanco central de la misoginia" dentro de la escena de rock subterráneo. Episodios de abuso verbal y físico que recibió por parte de los "subtes" varones durante sus conciertos han sido documentado por Greene, Bazo y Vélez. Hasta el día de hoy su contribución a la escena de rock subterráneo de los 80 es considerada sobredimensionada por algunos de sus compañeros.

### Empujón brutal
Roncal entró a la escena de rock subterráneo en 1986 como vocalista y letrista del grupo de “chongo-rock-teatral” Empujón Brutal, grupo formado junto a Iván Zurriburri en la guitarra.
En 1987 la revista Imagen Pública (un spin-off de la revista Esquina) comentaba positivamente las presentaciones de Empujón Brutal y la temática de sus temas en los ridiculizaban personajes que consideraban caducos en la sociedad limeña. La revista Teleguía, en ese mismo año, consideraba a Empujón Brutal “uno de los grupos más representativos de la llamada corriente ‘subterránea’”.
Una vez desintegrado Empujón Brutal, María T-ta formó la banda Concha Acústica, conformado solo por mujeres: Cecilia Gómez en batería y Meretriz en el bajo. Esta banda debutó en el colegio Astuparia en mayo de 1987.
El estilo performativo de María T-ta fue muy distinto al seguido por sus compañeros subtes. Ella estudió teatro en la Comunidad de Lima así que manejaba elementos de las artes escénicas como gesticulación e indumentaria para representar sus temas. De acuerdo con Támira Bassallo (otra destacada subte), María T-ta "era la única en la movida que hacia eso".
Patricia Roncal no escribía sus temas, los "dibujaba" esbozando historias al estilo cómics. Llevaba siempre consigo una libreta y un lápiz para tomar notas o dibujar.
Svb Discos, un sello peruano afincado en Nueva York, editó en el 2011 un vinilo de la maqueta de María T-Ta y El Empujón Brutal.

## Discografía

### Con Empujón Brutal
- María T-ta y el Empujón Brutal (Rock SVB Records, 2011)[21]

### Con Concha Acústica
- Uno más (1988)